# 百年住宅中部
百年住宅中部株式会社（ひゃくねんじゅうたくちゅうぶ）は、愛知県名古屋市に本社のある百年住宅傘下の住宅メーカー。2012年11月1日の傘下入りに伴い、2013年1月1日に大洋ヨーコン建設株式会社から社名変更した。

## 概要
名古屋市中川区に本社のある住宅メーカー。現在小牧市に自社工場がある他、愛知県・三重県・静岡県に住宅展示場を設置している。

## 沿革
- 1974年（昭和49年）3月 - 大洋コンクリートハウス事業部より分離独立。「大洋建設株式会社」として設立。
- 1979年（昭和54年）8月 - 「大洋ヨーコン建設株式会社」に商号を変更。
- 2001年（平成13年）7月 - ISO 9000:2000認証を取得。
- 2012年（平成24年）11月 - 百年住宅の傘下となり、百年住宅の代表取締役である中嶋雄が代表取締役に就任[1]。
- 2013年（平成25年）1月 - 「百年住宅中部株式会社」に商号を変更[2]。

## 事業所
- 本社（名古屋市中川区）
- 小牧工場（愛知県小牧市）

## 関連会社
- 株式会社高山グリーンホテル
- 丸大産業株式会社
- 大洋ハウス株式会社
- 大洋興産株式会社